# Jaime Lloreda
Jaime José Lloreda Ferrón (Colón, 10 novembre 1980) è un ex cestista panamense che giocava come centro.

## Palmarès
- All-Star Game panamense: 2001, 2003
- Campionato panamense: 2001
- JUCO: 2002
- JUCO MVP: 2002
- Eurocup All-Star Game: 2006
- Medaglia d'Oro al Centrobasket: 2006